# Thunder de Wichita
Le Thunder de Wichita est une franchise professionnelle de hockey sur glace en Amérique du Nord qui évolue dans l'ECHL. L'équipe est basée à Wichita au Kansas.

## Historique
La franchise est créée en 1992 et est engagée dans la Ligue centrale de hockey.

### Saisons en LCH
Note: PJ : parties jouées, V : victoires, D : défaites, N : matchs nuls, DP : défaite en prolongation, DF: Défaite en fusillade, Pts : Points, BP : buts pour, BC : buts contre, Pun : minutes de pénalité
| Saison  | PJ | V  | D  | N  | DP | DF | Pts | Classement                      | Séries éliminatoires                     |
| ------- | -- | -- | -- | -- | -- | -- | --- | ------------------------------- | ---------------------------------------- |
| 2009-10 | 64 | 9  | 50 | -  | 1  | 4  | 23  | 7e place, conférence nord       | Non qualifiées                           |
| 2008-09 | 64 | 20 | 41 | -  | 2  | 1  | 43  | 4e place, conférence nord-ouest | Non qualifiées                           |
| 2007-08 | 64 | 20 | 42 | -  | 1  | 1  | 42  | 5e place, conférence nord-ouest | Non qualifiées                           |
| 2006-07 | 64 | 28 | 28 | -  | 8  | -  | 64  | 3e place, conférence nord-ouest | Défaite en quart de finale de conférence |
| 2005-06 | 64 | 38 | 18 | -  | 8  | -  | 84  | 2e place, conférence nord-ouest | Défaite en première ronde                |
| 2004-05 | 60 | 40 | 17 | -  | 3  | -  | 83  | 2e place, conférence nord-ouest | Défaite en seconde ronde                 |
| 2003-04 | 64 | 35 | 24 | -  | 5  | -  | 75  | 2e place, conférence nord-ouest | Défaite en seconde ronde                 |
| 2002-03 | 64 | 21 | 36 | -  | 7  | -  | 49  | 4e place, conférence nord-ouest | Ne participe pas                         |
| 2001-02 | 64 | 24 | 34 | -  | 6  | -  | 54  | 3e place, conférence nord-ouest | Ne participe pas                         |
| 2000-01 | 70 | 30 | 32 | -  | 8  | -  | 68  | 5e place, conférence ouest      | Ne participe pas                         |
| 1999-00 | 70 | 37 | 26 | -  | 7  | -  | 81  | 4e place, conférence ouest      | Défaite en première ronde                |
| 1998-99 | 70 | 34 | 26 | -  | 10 | -  | 78  | 3e place, conférence ouest      | Défaite en première ronde                |
| 1997-98 | 70 | 35 | 31 | 4  | -  | -  | 74  | 2e place, conférence ouest      | Défaite en finale                        |
| 1996-97 | 66 | 25 | 31 | 10 | -  | -  | 60  | 4e place, conférence ouest      | Défaite en seconde ronde                 |
| 1995-96 | 64 | 22 | 39 | 3  | -  | -  | 47  | 6e place                        | Ne participe pas                         |
| 1994-95 | 66 | 44 | 18 | 4  | -  | -  | 92  | 1e place                        | Remporte la Coupe du président Ray Miron |
| 1993-94 | 64 | 40 | 18 | 6  | -  | -  | 86  | 1e place                        | Remporte la Coupe du président Ray Miron |
| 1992-93 | 60 | 25 | 33 | 2  | -  | -  | 52  | 6e place                        | Ne participe pas                         |